# 오필리아 (2018년 영화)
"오필리아"(영어: Ophelia)는 2019년 공개된 영국의 미국의 합작 로맨틱 드라마 영화이다. 클레어 매카시가 감독, 세미 첼라스가 각본을 맡았다. 윌리엄 셰익스피어의 희곡 《햄릿》의 등장인물들을 바탕으로 하며, 리사 클라인의 햄릿에서 오필리아의 관점으로 쓴 동명 소설을 원작으로 한다.

## 출연
- 데이지 리들리 - 오필리아 역
  - 미아 퀴니 - 어린 오필리아 역
- 나오미 왓츠 - 거트루드 / 메틸드 역
  - 애나 러스트 - 어린 메틸드 역
- 클라이브 오언 - 클로디어스 역
- 조지 매카이 - 햄릿 역
  - 잭 커닝엄-너톨 - 어린 햄릿 역
- 톰 펠튼 - 레어티즈 역
  - 캘럼 오루크 - 어린 레어티즈 역
- 데번 터렐 - 호레이쇼 역
- 도미닉 매프햄 - 폴로니어스 역
- 데이지 헤드 - 크리스티나 역
- 서배스천 데 소자 - 에드먼드 역
- 노엘 추초르 - 로젠크란츠 역
- 마틴 앵거바우어 - 길든스턴 역
- 나다니엘 파커 - 햄릿 왕 역

## 수상
- 2018년 제44회 도빌 아메리칸 영화제 후보 프리미어 부문
- 2018년 제29회 팜스프링스 국제영화제 후보 10 디렉터스 투 워치
- 2018년 제34회 선댄스영화제 후보 프리미어
- 2019년 제13회 달라스 국제 영화제 후보 프리미어 시리즈
- 2019년 제45회 새턴 어워즈 후보 쵱우수 독립영화상